# Viscoplasticidad
La viscoplasticidad es un tipo de comportamiento inelástico de los sólidos deformables en el que aparecen deformaciones permanentes y su aparición depende además de la velocidad de deformación. El comportamiento viscoplástico es la base de los modelos constitutivos viscoplásticos, que es una rama de la teoría de la mecánica del continuo. La dependencia de la velocidad de deformación en este contexto significa que la deformación del material depende de la velocidad a la que se aplican las carga.
Al igual que en el comportamiento plástico, en el comportamiento viscoelástico el material sufre deformaciones irrecuperables cuando se alcanza un nivel de carga. La diferencia es que en plasticidad el comportamiento es independiente de la velocidad de deformación. De hecho las teorías de plasticidad pueden considerarse una primera aproximación al verdadero comportamiento viscoelástico, cuyas ecuaciones más complejas son necesarias para describir la plasticidad transitoria, especialmente cuando la velocidad de deformación es alta. Otra diferencia entre el comportamiento plástico y viscoplástico es que en este último caso, no solo aparecen deformaciones permanentes después de la aplicación de cargas, sino que el material continúa experimentando un flujo de fluencia en función del tiempo bajo la influencia de la carga aplicada. Por otra parte, la viscoplasticidad y la viscoelasticidad comparten el hecho de que las tensiones dependen de la velocidad de deformación, aunque en el caso puramente viscoelástico eso no se traduce en la aparición de deformaciones permanentes o irreversibles.
La viscoplasticidad tridimensional se modeliza mediante modelos de sobreesfuerzo de los tipos Perzyna o Duvaut-Lions.       En estos modelos, se permite que la tensión aumente más allá de la superficie de fluencia independiente de la tasa al aplicar una carga y luego se permite que se relaje de nuevo a la superficie de fluencia con el tiempo.  Por lo general, se supone que la superficie de fluencia no depende de la velocidad de deformación en estos modelos.  Un enfoque alternativo es añadir una dependencia de la velocidad de deformación al límite elástico y utilizar las técnicas de plasticidad  para calcular la respuesta de un material
Para los metales y las aleaciones, la viscoplasticidad es el  comportamiento macroscópico causado por un mecanismo asociado al movimiento de dislocaciones en los granos, con efectos superpuestos de deslizamiento intercristalino. El mecanismo generalmente se vuelve dominante a temperaturas superiores a aproximadamente un tercio de la temperatura absoluta de fusión. Sin embargo, ciertas aleaciones exhiben viscoplasticidad a temperatura ambiente (300K).  Para los polímeros, la madera y el betún, se requiere la teoría de la viscoplasticidad para describir el comportamiento más allá del límite de elasticidad o viscoelasticidad.
En general, las teorías viscoplásticas son útiles en áreas como:
- el cálculo de las deformaciones permanentes,
- la predicción del colapso plástico de las estructuras,
- la investigación de la estabilidad,
- simulaciones de choques,
- sistemas expuestos a altas temperaturas, como las turbinas de los motores, por ejemplo, una central eléctrica,
- Problemas dinámicos y sistemas expuestos a altas tasas de deformación.

## Historia
La investigación sobre las teorías de la plasticidad comenzó en 1864 con el trabajo de Henri Tresca, A. J. C. B. de Saint Venant (1870) y M. Levy (1871) en el criterio de corte máximo. Un modelo de plasticidad mejorado fue presentado en 1913 por Richard von Mises que ahora se conoce como el criterio de Von Mises. En viscoplasticidad, el desarrollo de un modelo matemático se remonta a 1910 con la representación de creep primario por la ley de Andrade. En 1929, Norton desarrolló un modelo unidimensional con amortiguación que relacionaba la velocidad de fluencia secundaria con la tensión mecánica.  En 1934, Odqvist generalizó la ley de Norton al caso tridimensional.
Conceptos como la normalidad del flujo plástico a la superficie de fluencia y las reglas de flujo para la plasticidad fueron introducidos por L. Prandtl (1924) y Reuss (1930).  En 1932, Hohenemser y W. Prager propusieron el primer modelo para el flujo viscoplástico lento.  Este modelo proporcionó una relación entre el tensor desviador para la tensión y la velocidad de deformación para un sólido de Bingham incompresible  Sin embargo, la aplicación de estas teorías no comenzó antes de 1950, cuando se descubrieron los teoremas de límite.
En 1960, el primer Simposio IUTAM "Creep in Structures" organizado por Hoff contribuyó significativamente al desarrollo de teoría de la viscoplasticidad con los trabajos de Hoff, Rabotnov, Perzyna, Hult y Lemaitre para las leyes de endurecimiento isotrópico, y los de Kratochvil, Malinini y Khadjinsky, Ponter y Leckie, y Chaboche para las leyes de endurecimiento cinemático. Perzyna, en 1963, introdujo un coeficiente de viscosidad que depende de la temperatura y el tiempo. Los modelos formulados fueron fundamentados en la termodinámica de los procesos irreversibles y el punto de vista fenomenológico.  Las ideas presentadas en estos trabajos han sido la base de la mayoría de las investigaciones posteriores sobre la plasticidad dependiente de la velocidad.

## Casuística y observaciones experimentales
Para un análisis cualitativo, se realizan varias pruebas características para describir la fenomenología de los materiales viscoplásticos. Algunos ejemplos de estas pruebas son 
1. ensayos de endurecimiento a una velocidad de tensión o deformación constante,
2. ensayos de creep a fuerza constante, y
3. relajación tensiones a elongación constante.

### Prueba de endurecimiento por deformación

Respuesta tensión-deformación de un material viscoplástico a diferentes velocidades de deformación. Las líneas punteadas muestran la respuesta si la velocidad de deformación se mantiene constante. La línea azul muestra la respuesta cuando la velocidad de deformación cambia repentinamente.

Un hecho común en la deformación plástica es que en muchos materiales con endurecimiento se requiere un aumento en la tensión para producir una deformación adicional. Este fenómeno se conoce como endurecimiento por deformación/trabajo.  Para un material viscoplástico, las curvas de endurecimiento no son significativamente diferentes de las del material plástico independiente de la velocidad. Sin embargo, se pueden observar tres diferencias esenciales.
1. A la misma deformación, cuanto mayor sea la tasa de deformación, mayor será la tensión
2. Un cambio en la velocidad de deformación durante la prueba da como resultado un cambio inmediato en la curva tensión-deformación.
3. El concepto de límite de rendimiento plástico ya no es estrictamente aplicable.

La hipótesis de la partición de las deformaciones mediante el desacoplamiento de las partes elásticas y plásticas sigue siendo aplicable cuando las deformaciones son pequeñas, es decir,
{\displaystyle {\boldsymbol {\varepsilon }}={\boldsymbol {\varepsilon }}_{\mathrm {e} }+{\boldsymbol {\varepsilon }}_{\mathrm {vp} }}
donde {\displaystyle {\boldsymbol {\varepsilon }}_{\mathrm {e} }} es la deformación elástica y {\displaystyle {\boldsymbol {\varepsilon }}_{\mathrm {vp} }} es la deformación viscoplástica. Para obtener el comportamiento tensión-deformación que se muestra en azul en la figura adjunta, el material se carga inicialmente a una velocidad de deformación de 0,1/s.  A continuación, la velocidad de deformación se eleva instantáneamente a 100/s y se mantiene constante en ese valor durante algún tiempo.  Al final de ese período de tiempo, la velocidad de deformación se reduce instantáneamente a 0,1/s y el ciclo continúa para valores crecientes de deformación.  Es evidente que existe un desfase entre el cambio de la velocidad de deformación y la respuesta la tensión.  Este retraso se modela con bastante precisión mediante modelos de sobresfuerzo (como la Modelo de Perzyna), pero no por modelos de plasticidad independiente de la tasa que tienen un límite elástico dependiente de la tasa.

### Ensayo de fluencia
|  |  |

La fluencia es la tendencia de un material sólido a deformarse permanentemente bajo tensiones constantes. Los ensayos de fluencia miden la respuesta a la deformación bajo una tensión constante, como se muestra en la figura adjunta. La curva de fluencia clásica representa la evolución de la deformación en función del tiempo en un material sometido a esfuerzos uniaxiales a una temperatura constante. El ensayo de fluencia, por ejemplo, se realiza aplicando una fuerza/tensión constante y analizando la respuesta a la deformación del sistema. En general, como se muestra en la figura adjunta, esta curva suele mostrar tres fases o períodos de comportamiento
1. Una etapa de fluencia primaria, también conocida como fluencia transitoria, es la etapa inicial durante la cual el endurecimiento del material conduce a una disminución en la tasa de flujo que inicialmente es muy alta. {\displaystyle (0\leq {\boldsymbol {\varepsilon }}\leq {\boldsymbol {\varepsilon }}_{1})}.
2. La etapa de fluencia secundaria, también conocida como estado estacionario, es donde la velocidad de deformación es constante. {\displaystyle ({\boldsymbol {\varepsilon }}_{1}\leq {\boldsymbol {\varepsilon }}\leq {\boldsymbol {\varepsilon }}_{2})}.
3. Una fase de fluencia terciaria en la que hay un aumento en la velocidad de deformación hasta la deformación de fractura. {\displaystyle ({\boldsymbol {\varepsilon }}_{2}\leq {\boldsymbol {\varepsilon }}\leq {\boldsymbol {\varepsilon }}_{R})}.

### Ensayo de relajación

a) deformación aplicada en un ensayo de relajación y b) tensión inducida en función del tiempo durante un corto período de tiempo para un material viscoplástico.

Como se muestra en la figura adjunta, el ensayo de relajación describe como es la respuesta tensional a deformación constante a lo largo de un período de tiempo. En materiales viscoplásticos, las pruebas de relajación muestran una relajación o disminución de la tensión asociada a la carga uniaxial bajo deformación constante. De hecho, estos ensayos caracterizan la viscosidad y se pueden utilizar para determinar la relación que existe entre la tensión y la velocidad de deformación viscoplástica. La descomposición de la velocidad de deformación es
{\displaystyle {\cfrac {\mathrm {d} {\boldsymbol {\varepsilon }}}{\mathrm {d} t}}={\cfrac {\mathrm {d} {\boldsymbol {\varepsilon }}_{\mathrm {e} }}{\mathrm {d} t}}+{\cfrac {\mathrm {d} {\boldsymbol {\varepsilon }}_{\mathrm {vp} }}{\mathrm {d} t}}~.}
La parte elástica de la velocidad de deformación viene dada por
{\displaystyle {\cfrac {\mathrm {d} {\boldsymbol {\varepsilon }}_{\mathrm {e} }}{\mathrm {d} t}}={\mathsf {E}}^{-1}~{\cfrac {\mathrm {d} {\boldsymbol {\sigma }}}{\mathrm {d} t}}}
Para la región plana de la curva de tiempo de deformación, la velocidad de deformación total es cero.  Por lo tanto, tenemos,
{\displaystyle {\cfrac {\mathrm {d} {\boldsymbol {\varepsilon }}_{\mathrm {vp} }}{\mathrm {d} t}}=-{\mathsf {E}}^{-1}~{\cfrac {\mathrm {d} {\boldsymbol {\sigma }}}{\mathrm {d} t}}}
Por lo tanto, la curva de relajación se puede utilizar para determinar la velocidad de deformación viscoplástica y, por lo tanto, la viscosidad en un modelo de material viscoplástico unidimensional.  El valor residual que se alcanza cuando la tensión se estabiliza al final de un ensayo de relajación correspondiente al límite superior elástico.  Para algunos materiales, como la sal gema, este límite superior elástico se alcanza a un valor muy pequeño de tensión y los ensayos de relajación pueden continuarse durante más de un año sin que se observe ninguna meseta en la tensión.
Es importante tener en cuenta que los ensayos de relajación son extremadamente difíciles de realizar porque mantener la condición:{\displaystyle {\cfrac {\mathrm {d} {\boldsymbol {\varepsilon }}}{\mathrm {d} t}}=0} en una prueba requiere una delicadeza considerable.

## Modelos reológicos de viscoplasticidad
Los modelos constitutivos unidimensionales para la viscoplasticidad basados en elementos muelle-amortiguador-deslizador incluyen: (a) el sólido perfectamente viscoplástico, (b) el sólido elástico perfectamente viscoplástico y (c) el sólido con endurecimiento elasto-viscoplástico.  Los elementos pueden estar conectados en serie o en paralelo. En los modelos en los que los elementos están conectados en serie, la deformación es aditiva, mientras que la tensión es igual en cada elemento.  En las conexiones paralelas, la tensión es aditiva mientras que la deformación es igual en cada elemento. Muchos de estos modelos unidimensionales se pueden generalizar a tres dimensiones para el régimen de pequeñas deformaciones.  En la discusión posterior, la tensión y la velocidad de deformación se escriben como {\displaystyle {\dot {\boldsymbol {\varepsilon }}}} y {\displaystyle {\dot {\boldsymbol {\sigma }}}}, respectivamente.

### Sólido perfectamente viscoplástico (modelo Norton-Hoff)

Modelo de Norton-Hoff para sólidos perfectamente viscoplásticos.

En un sólido perfectamente viscoplástico, también llamado modelo de viscoplasticidad de Norton-Hoff, la tensión (como en el caso de los fluidos viscosos) es una función de la velocidad de deformación inelástica. El efecto de la elasticidad se desprecia en el modelo, es decir, {\displaystyle {\boldsymbol {\varepsilon }}_{e}=0} y, por lo tanto, no hay tensión de fluencia inicial, es decir, {\displaystyle \sigma _{y}=0}.  El amortiguador viscoso tiene una respuesta dada por:
{\displaystyle {\boldsymbol {\sigma }}=\eta ~{\dot {\boldsymbol {\varepsilon }}}_{\mathrm {vp} }\implies {\dot {\boldsymbol {\varepsilon }}}_{\mathrm {vp} }={\cfrac {\boldsymbol {\sigma }}{\eta }}}
donde {\displaystyle \eta } es la viscosidad del amortiguador.  En el modelo de Norton-Hoff, la viscosidad {\displaystyle \eta } es una función no lineal de la tensión aplicada y viene dada por
{\displaystyle \eta =\lambda \left[{\cfrac {\lambda }{||{\boldsymbol {\sigma }}||}}\right]^{N-1}}
donde {\displaystyle N} es un parámetro de ajuste, λ es la viscosidad cinemática del material y {\displaystyle ||{\boldsymbol {\sigma }}||={\sqrt {{\boldsymbol {\sigma }}:{\boldsymbol {\sigma }}}}={\sqrt {\sigma _{ij}\sigma _{ij}}}}.  Entonces la velocidad de deformación viscoplástica viene dada por la relación
{\displaystyle {\dot {\boldsymbol {\varepsilon }}}_{\mathrm {vp} }={\cfrac {\boldsymbol {\sigma }}{\lambda }}\left[{\cfrac {||{\boldsymbol {\sigma }}||}{\lambda }}\right]^{N-1}}
En su forma unidimensional, el modelo de Norton-Hoff se puede expresar como
{\displaystyle \sigma =\lambda ~\left({\dot {\varepsilon }}_{\mathrm {vp} }\right)^{1/N}}
Cuando {\displaystyle N=1.0} el sólido es viscoelástico.
Si asumimos que el flujo plástico es isocórico (preserva el volumen), entonces la relación anterior se puede expresar en la forma más familiar
{\displaystyle {\boldsymbol {s}}=2K~\left({\sqrt {3}}{\dot {\varepsilon }}_{\mathrm {eq} }\right)^{m-1}~{\dot {\boldsymbol {\varepsilon }}}_{\mathrm {vp} }}
donde {\displaystyle {\boldsymbol {s}}} es el tensor desviador, {\displaystyle {\dot {\varepsilon }}_{\mathrm {eq} }} es velocidad de deformación equivalente de von Mises, y {\displaystyle K,m} son parámetros materiales.  La velocidad de deformación equivalente se define como:
{\displaystyle {\dot {\bar {\epsilon }}}={\sqrt {{\frac {2}{3}}{\dot {\bar {\bar {\epsilon }}}}:{\dot {\bar {\bar {\epsilon }}}}}}}
Estos modelos se pueden aplicar a metales y aleaciones a temperaturas superiores a dos tercios de su punto de fusión absoluto (en kelvins) y a polímeros y asfalto a temperatura elevada.  Las respuestas para las pruebas de endurecimiento por deformación, fluencia y relajación de dicho material se muestran en la figura adjunta.
|  |

### Sólido elástico perfectamente viscoplástico (modelo Bingham-Norton)

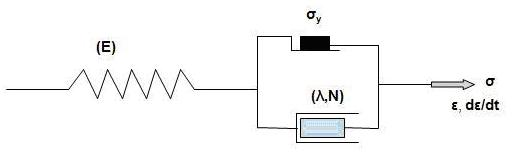
El material elástico perfectamente viscoplástico.

Se pueden utilizar dos tipos de enfoques elementales para construir un modo elástico-perfectamente viscoplástico.  En la primera situación, el elemento de fricción deslizante y el amortiguador se disponen en paralelo y luego se conectan en serie al resorte elástico como se muestra en la Figura 7.  Este modelo se llama modelo de Bingham-Maxwell (por analogía con el modelo de Maxwell y el de Bingham) o el Modelo de Bingham-Norton. En la segunda situación, los tres elementos están dispuestos en paralelo.  Un modelo de este tipo se denomina modelo Bingham-Kelvin por analogía con el modelo Kelvin.
En el caso de los materiales elásticos perfectamente viscoplásticos, la deformación elástica ya no se considera despreciable, sino que la tasa de deformación plástica es sólo una función del límite elástico inicial y no influye el endurecimiento.  El elemento deslizante representa una tensión de fluencia constante cuando se supera el límite elástico, independientemente de la deformación.  El modelo se puede expresar como
{\displaystyle {\begin{aligned}&{\boldsymbol {\sigma }}={\mathsf {E}}~{\boldsymbol {\varepsilon }}&&\mathrm {for} ~\|{\boldsymbol {\sigma }}\|<\sigma _{y}\\&{\dot {\boldsymbol {\varepsilon }}}={\dot {\boldsymbol {\varepsilon }}}_{\mathrm {e} }+{\dot {\boldsymbol {\varepsilon }}}_{\mathrm {vp} }={\mathsf {E}}^{-1}~{\dot {\boldsymbol {\sigma }}}+{\cfrac {\boldsymbol {\sigma }}{\eta }}\left[1-{\cfrac {\sigma _{y}}{\|{\boldsymbol {\sigma }}\|}}\right]&&\mathrm {for} ~\|{\boldsymbol {\sigma }}\|\geq \sigma _{y}\end{aligned}}}
donde {\displaystyle \eta } es la viscosidad del elemento amortiguador.  Si el elemento amortiguador tiene una respuesta que es de la forma de Norton
{\displaystyle {\cfrac {\boldsymbol {\sigma }}{\eta }}={\cfrac {\boldsymbol {\sigma }}{\lambda }}\left[{\cfrac {\|{\boldsymbol {\sigma }}\|}{\lambda }}\right]^{N-1}}
obtenemos el modelo de Bingham-Norton
{\displaystyle {\dot {\boldsymbol {\varepsilon }}}={\mathsf {E}}^{-1}~{\dot {\boldsymbol {\sigma }}}+{\cfrac {\boldsymbol {\sigma }}{\lambda }}\left[{\cfrac {\|{\boldsymbol {\sigma }}\|}{\lambda }}\right]^{N-1}\left[1-{\cfrac {\sigma _{y}}{\|{\boldsymbol {\sigma }}\|}}\right]\quad \mathrm {para} ~\|{\boldsymbol {\sigma }}\|\geq \sigma _{y}}
También se pueden observar otras expresiones para la velocidad de deformación en la literatura con la forma general
{\displaystyle {\dot {\boldsymbol {\varepsilon }}}={\mathsf {E}}^{-1}~{\dot {\boldsymbol {\sigma }}}+f({\boldsymbol {\sigma }},\sigma _{y})~{\boldsymbol {\sigma }}\quad \mathrm {for} ~\|{\boldsymbol {\sigma }}\|\geq \sigma _{y}}
Las respuestas para las pruebas de endurecimiento por deformación, fluencia y relajación de dicho material se muestran en la Figura 8.
|  |

### Sólido elasto-viscoplástico con endurecimiento
Un material elástico-viscoplástico con endurecimiento por deformación se describe mediante ecuaciones similares a las de un material elástico-viscoplástico con una plasticidad perfecta.  Sin embargo, en este caso, la tensión depende tanto de la velocidad de deformación plástica como de la propia deformación plástica.  Para un material elasto-viscoplástico, la tensión, después de exceder el límite elástico, continúa aumentando más allá del punto de fluencia inicial.  Esto implica que el límite elástico en el elemento deslizante aumenta con la deformación y el modelo puede expresarse en términos genéricos como
{\displaystyle {\begin{aligned}&{\boldsymbol {\varepsilon }}={\boldsymbol {\varepsilon }}_{\mathrm {e} }={\mathsf {E}}^{-1}~{\boldsymbol {\sigma }}=~{\boldsymbol {\varepsilon }}&&&\mathrm {for} ~||{\boldsymbol {\sigma }}||<\sigma _{y}\\&{\dot {\boldsymbol {\varepsilon }}}={\dot {\boldsymbol {\varepsilon }}}_{\mathrm {e} }+{\dot {\boldsymbol {\varepsilon }}}_{\mathrm {vp} }={\mathsf {E}}^{-1}~{\dot {\boldsymbol {\sigma }}}+f({\boldsymbol {\sigma }},\sigma _{y},{\boldsymbol {\varepsilon }}_{\mathrm {vp} })~{\boldsymbol {\sigma }}&&\mathrm {for} ~||{\boldsymbol {\sigma }}||\geq \sigma _{y}\end{aligned}}}.
Este modelo se adopta cuando los metales y aleaciones están a temperaturas medias y altas y la madera bajo altas cargas. Las respuestas para las pruebas de endurecimiento por deformación, fluencia y relajación de dicho material se muestran en la Figura 9.
|  |

## Modelos de plasticidad dependientes de la velocidad de deformación
Los modelos clásicos de viscoplasticidad fenomenológica para deformaciones pequeñas se suelen clasificar en dos tipos:
- la formulación de Perzyna
- la formulación de Duvaut-Lions

### Formulación de Perzyna
En la formulación de Perzyna, se supone que la velocidad de deformación plástica está dada por una relación constitutiva de la forma
{\displaystyle {\dot {\varepsilon }}_{\mathrm {vp} }={\cfrac {\left\langle f({\boldsymbol {\sigma }},{\boldsymbol {q}})\right\rangle }{\tau }}{\cfrac {\partial f}{\partial {\boldsymbol {\sigma }}}}={\begin{cases}{\cfrac {f({\boldsymbol {\sigma }},{\boldsymbol {q}})}{\tau }}{\cfrac {\partial f}{\partial {\boldsymbol {\sigma }}}}&{\rm {si}}~f({\boldsymbol {\sigma }},{\boldsymbol {q}})>0\\0&{\rm {delocontrario}}\\\end{cases}}}
donde {\displaystyle f(\cdot ,\cdot )} es una función de fluencia, {\displaystyle {\boldsymbol {\sigma }}} es la tensión de Cauchy, {\displaystyle {\boldsymbol {q}}} es un conjunto de variables internas (como la deformación plástica {\displaystyle {\boldsymbol {\varepsilon }}_{\mathrm {vp} }}), {\displaystyle \tau } es un tiempo de relajación. La notación {\displaystyle \langle \dots \rangle } denota los paréntesis de Macaulay. La regla de flujo utilizada en varias versiones del modelo Chaboche es un caso especial de la regla de flujo de Perzyna y tiene la forma
{\displaystyle {\dot {\varepsilon }}_{\mathrm {vp} }=\left\langle {\frac {f}{f_{0}}}\right\rangle ^{n}sign({\boldsymbol {\sigma }}-{\boldsymbol {\chi }})}
donde {\displaystyle f_{0}} es el valor cuasiestático de {\displaystyle f} y {\displaystyle {\boldsymbol {\chi }}} es un backstress.  Varios modelos para la retorna también se conocen con el nombre de modelo Chaboche.

### Formulación de Duvaut-Lions
La formulación de Duvaut-Lions es equivalente a la formulación de Perzyna y puede expresarse como
{\displaystyle {\dot {\varepsilon }}_{\mathrm {vp} }={\begin{cases}{\mathsf {C}}^{-1}:{\cfrac {{\boldsymbol {\sigma }}-{\mathcal {P}}{\boldsymbol {\sigma }}}{\tau }}&{\rm {{if}~f({\boldsymbol {\sigma }},{\boldsymbol {q}})>0}}\\0&{\rm {encasocontrario}}\end{cases}}}
donde {\displaystyle {\mathsf {C}}} es el tensor de rigidez elástica, {\displaystyle {\mathcal {P}}{\boldsymbol {\sigma }}} es la proyección de punto más cercana del estado de tensión en el límite de la región que limita todos los estados de tensión elástica posibles. La cantidad {\displaystyle {\mathcal {P}}{\boldsymbol {\sigma }}} se encuentra normalmente a partir de la solución independiente de la velocidad de un problema de plasticidad.

### Modelos de tensión de flujo
La cantidad {\displaystyle f({\boldsymbol {\sigma }},{\boldsymbol {q}})} representa la evolución de la superficie de fluencia. La función de fluencia {\displaystyle f} a menudo se expresa como una ecuación que consiste en algún invariante de tensión y un modelo para la tensión de fluencia (o tensión de flujo plástico). Un ejemplo es el criterio de von Mises o plasticidad de tipo {\displaystyle J_{2}}. En esas situaciones, la velocidad de deformación plástica se calcula de la misma manera que en la plasticidad independiente de la velocidad. En otras situaciones, el modelo de límite elástico proporciona un medio directo para calcular la velocidad de deformación plástica.
Se utilizan numerosos modelos empíricos y semiempíricos de tensión de flujo para la plasticidad computacional. Los siguientes modelos dependientes de la temperatura y la velocidad de deformación proporcionan una muestra de los modelos en uso actual:
1. el modelo Johnson-Cook
2. el modelo de Steinberg-Cochran-Guinan-Lund.
3. el modelo Zerilli-Armstrong.
4. el modelo mecánico de la tensión umbral.
5. el modelo Preston-Tonks-Wallace.

El modelo Johnson-Cook (JC) model   es puramente empírico y es el más utilizado de los cinco. Sin embargo, este modelo muestra una dependencia poco realista de la velocidad de deformación a altas temperaturas. El modelo de Steinberg-Cochran-Guinan-Lund (SCGL)  es semiempírico. El modelo es puramente empírico e independiente de la velocidad de deformación a altas velocidades de deformación. Una extensión basada en dislocación basada en  se utiliza a bajas velocidades de deformación. El modelo SCGL es ampliamente utilizado por la comunidad de física de choques. El modelo Zerilli-Armstrong (ZA)  es un modelo simple basado en la física que se ha utilizado ampliamente. Un modelo más complejo que se basa en ideas de la dinámica de dislocación es el modelo de tensión de umbral mecánico (MTS). Este modelo se ha usado para modelizar la deformación plástica del cobre y el tantalio  aleaciones de acero, y aleaciones de aluminio. Sin embargo, el modelo MTS se limita a velocidades de deformación inferiores a alrededor de 107/s. El modelo Preston-Tonks-Wallace (PTW)  también se basa físicamente y tiene una forma similar al modelo MTS. Sin embargo, el modelo PTW tiene componentes que pueden modelar la deformación plástica en el régimen de choque sobrealimentado (tasas de deformación superiores a 107/s). Por lo tanto, este modelo es válido para el mayor rango de velocidades de deformación entre los cinco modelos de tensión de flujo.

#### Modelo de tensión de flujo de Johnson-Cook
El modelo de Johnson-Cook (JC)  es puramente empírico y da la siguiente relación para la tensión de flujo ({\displaystyle \sigma _{y}})
{\displaystyle {\text{(1)}}\qquad \sigma _{y}(\varepsilon _{\rm {p}},{\dot {\varepsilon _{\rm {p}}}},T)=\left[A+B(\varepsilon _{\rm {p}})^{n}\right]\left[1+C\ln({\dot {\varepsilon _{\rm {p}}}}^{*})\right]\left[1-(T^{*})^{m}\right]}
donde {\displaystyle \varepsilon _{\rm {p}}} es la deformación plástica equivalente, {\displaystyle {\dot {\varepsilon _{\rm {p}}}}} es la velocidad de deformación plástica y {\displaystyle A,B,C,n,m} son constantes materiales.
La velocidad de deformación normalizada y la temperatura de la ecuación (1) se definen como
{\displaystyle {\dot {\varepsilon _{\rm {p}}}}^{*}:={\cfrac {\dot {\varepsilon _{\rm {p}}}}{\dot {\varepsilon _{\rm {p0}}}}}\qquad {\text{and}}\qquad T^{*}:={\cfrac {(T-T_{0})}{(T_{m}-T_{0})}}}
donde {\displaystyle {\dot {\varepsilon _{\rm {p0}}}}} es la velocidad de deformación plástica efectiva del ensayo cuasiestático utilizado para determinar los parámetros de rendimiento y endurecimiento {\displaystyle A,B} y {\displaystyle n}. Esto no es, como a menudo se piensa, solo un parámetro para adimensionalizar {\displaystyle {\dot {\varepsilon _{\rm {p}}}}^{*}}. {\displaystyle T_{0}} es una temperatura de referencia y {\displaystyle T_{m}} es una temperatura de fusión de referencia. Para condiciones en las que {\displaystyle T^{*}<0}, asumimos que {\displaystyle m=1}.

#### Modelo de tensión de flujo de Steinberg-Cochran-Guinan-Lund
El modelo de Steinberg-Cochran-Guinan-Lund (SCGL) es un modelo semiempírico desarrollado por Steinberg et al. para situaciones de alta velocidad de deformación y extendido a bajas tasas de deformación y materiales bcc por Steinberg y Lund. La tensión de fluencia en este modelo viene dada por
{\displaystyle {\text{(2)}}\qquad \sigma _{y}(\varepsilon _{\rm {p}},{\dot {\varepsilon _{\rm {p}}}},T)=\left[\sigma _{a}f(\varepsilon _{\rm {p}})+\sigma _{t}({\dot {\varepsilon _{\rm {p}}}},T)\right]{\frac {\mu (p,T)}{\mu _{0}}};\quad \sigma _{a}f\leq \sigma _{\text{max}}~~{\text{y}}~~\sigma _{t}\leq \sigma _{p}}
donde {\displaystyle \sigma _{a}} es la componente atérmico de la tensión de fluencia, {\displaystyle f(\varepsilon _{\rm {p}})} es una función que representa el endurecimiento por deformación, {\displaystyle \sigma _{t}} es la componente activada térmicamente de la tensión de fluencia, {\displaystyle \mu (p,T)} es el módulo de cizalladura dependiente de la presión y la temperatura y {\displaystyle \mu _{0}} es el módulo de cizalladura a temperatura y presión estándar. El valor de saturación de la tensión atérmica es {\displaystyle \sigma _{\text{max}}}. La saturación de la tensión activada térmicamente es la tensión de Peierls ({\displaystyle \sigma _{p}}). El módulo de cizalladura para este modelo generalmente se calcula con el modelo de módulo de cizalladura de Steinberg-Cochran-Guinan.
La función de endurecimiento por deformación ({\displaystyle f}) tiene la forma
{\displaystyle f(\varepsilon _{\rm {p}})=[1+\beta (\varepsilon _{\rm {p}}+\varepsilon _{\rm {p}}i)]^{n}}
donde {\displaystyle \beta ,n} son parámetros de endurecimiento del trabajo y {\displaystyle \varepsilon _{\rm {p}}i} es la deformación plástica equivalente inicial.
El componente térmico ({\displaystyle \sigma _{t}}) se calcula utilizando un algoritmo de bisección a partir de la siguiente ecuación.
{\displaystyle {\dot {\varepsilon _{\rm {p}}}}=\left[{\frac {1}{C_{1}}}\exp \left[{\frac {2U_{k}}{k_{b}~T}}\left(1-{\frac {\sigma _{t}}{\sigma _{p}}}\right)^{2}\right]+{\frac {C_{2}}{\sigma _{t}}}\right]^{-1};\quad \sigma _{t}\leq \sigma _{p}}
donde {\displaystyle 2U_{k}} es la energía para formar un torque en un segmento de dislocación de longitud {\displaystyle L_{d}}, {\displaystyle k_{b}} es la constante de Boltzmann, {\displaystyle \sigma _{p}} es la tensión de Peierls. Las constantes {\displaystyle C_{1},C_{2}} vienen dadas por las relaciones
{\displaystyle C_{1}:={\frac {\rho _{d}L_{d}ab^{2}\nu }{2w^{2}}};\quad C_{2}:={\frac {D}{\rho _{d}b^{2}}}}
donde {\displaystyle \rho _{d}} es la densidad de dislocaciones, {\displaystyle L_{d}} es la longitud de un segmento de dislocación, {\displaystyle a} es la distancia entre valles de Peierls, {\displaystyle b} es la magnitud del vector de Burgers, {\displaystyle \nu } es la frecuencia de Debye, {\displaystyle w} es el ancho de un bucle de torcedura, y {\displaystyle D} es el coeficiente de arrastre.

#### Modelo de tensión de flujo de Zerilli-Armstrong
El modelo Zerilli-Armstrong (ZA)  se basa en una mecánica de dislocación simplificada. La forma general de la ecuación para la tensión de flujo es
{\displaystyle {\text{(3)}}\qquad \sigma _{y}(\varepsilon _{\rm {p}},{\dot {\varepsilon _{\rm {p}}}},T)=\sigma _{a}+B\exp(-\beta T)+B_{0}{\sqrt {\varepsilon _{\rm {p}}}}\exp(-\alpha T)~.}
En este modelo, {\displaystyle \sigma _{a}} es el componente atérmico de la tensión de flujo dada por
{\displaystyle \sigma _{a}:=\sigma _{g}+{\frac {k_{h}}{\sqrt {l}}}+K\varepsilon _{\rm {p}}^{n}}
donde {\displaystyle \sigma _{g}} es la contribución debida a los solutos y a la densidad de dislocación inicial, {\displaystyle k_{h}} es la intensidad de la tensión microestructural, {\displaystyle l} es el diámetro medio de grano, {\displaystyle K} es cero para los materiales fcc, {\displaystyle B,B_{0}} son constantes materiales.
En los términos activados térmicamente, las formas funcionales de los exponentes {\displaystyle \alpha } y {\displaystyle \beta } son
{\displaystyle \alpha =\alpha _{0}-\alpha _{1}\ln({\dot {\varepsilon _{\rm {p}}}});\quad \beta =\beta _{0}-\beta _{1}\ln({\dot {\varepsilon _{\rm {p}}}});}
donde {\displaystyle \alpha _{0},\alpha _{1},\beta _{0},\beta _{1}} son parámetros de material que dependen del tipo de material (FCC, BCC, HCP, aleaciones). El modelo de Zerilli-Armstrong ha sido modificado por  para un mejor rendimiento a altas temperaturas.

#### Modelo mecánico de tensión de fluencia de tensión umbral
El modelo de tensión de umbral mecánico (MTS) ) tiene la forma
{\displaystyle {\text{(4)}}\qquad \sigma _{y}(\varepsilon _{\rm {p}},{\dot {\varepsilon }},T)=\sigma _{a}+(S_{i}\sigma _{i}+S_{e}\sigma _{e}){\frac {\mu (p,T)}{\mu _{0}}}}
donde {\displaystyle \sigma _{a}} es la componente atérmica de la tensión umbral mecánica, {\displaystyle \sigma _{i}} es la componente de la tensión de fluencia debido a las barreras intrínsecas al movimiento de dislocación activado térmicamente y a las interacciones dislocación-dislocación, {\displaystyle \sigma _{e}} es la componente de la tensión de fluencia debido a la evolución microestructural con deformación creciente (endurecimiento por deformación), ({\displaystyle S_{i},S_{e}}) son factores de escala dependientes de la temperatura y la velocidad de deformación, y {\displaystyle \mu _{0}} es el módulo de cizalladura a 0 K y la presión ambiente.
Los factores de escala toman la forma de Arrhenius
{\displaystyle {\begin{aligned}S_{i}&=\left[1-\left({\frac {k_{b}~T}{g_{0i}b^{3}\mu (p,T)}}\ln {\frac {\dot {\varepsilon _{\rm {0}}}}{\dot {\varepsilon }}}\right)^{1/q_{i}}\right]^{1/p_{i}}\\S_{e}&=\left[1-\left({\frac {k_{b}~T}{g_{0e}b^{3}\mu (p,T)}}\ln {\frac {\dot {\varepsilon _{\rm {0}}}}{\dot {\varepsilon }}}\right)^{1/q_{e}}\right]^{1/p_{e}}\end{aligned}}}
donde {\displaystyle k_{b}} es la constante de Boltzmann, {\displaystyle b} es la magnitud del vector de Burgers, ({\displaystyle g_{0i},g_{0e}}) son energías de activación normalizadas, ({\displaystyle {\dot {\varepsilon }},{\dot {\varepsilon _{\rm {0}}}}}) son la velocidad de deformación y la velocidad de deformación de referencia, y ({\displaystyle q_{i},p_{i},q_{e},p_{e}}) son constantes.
La componente de endurecimiento por deformación de la tensión umbral mecánica ({\displaystyle \sigma _{e}}) viene dado por una ley de Voce modificada empíricamente
{\displaystyle {\text{(5)}}\qquad {\frac {d\sigma _{e}}{d\varepsilon _{\rm {p}}}}=\theta (\sigma _{e})}
Donde
{\displaystyle {\begin{aligned}\theta (\sigma _{e})&=\theta _{0}[1-F(\sigma _{e})]+\theta _{IV}F(\sigma _{e})\\\theta _{0}&=a_{0}+a_{1}\ln {\dot {\varepsilon _{\rm {p}}}}+a_{2}{\sqrt {\dot {\varepsilon _{\rm {p}}}}}-a_{3}T\\F(\sigma _{e})&={\cfrac {\tanh \left(\alpha {\cfrac {\sigma _{e}}{\sigma _{es}}}\right)}{\tanh(\alpha )}}\\\ln({\cfrac {\sigma _{es}}{\sigma _{0es}}})&=\left({\frac {kT}{g_{0es}b^{3}\mu (p,T)}}\right)\ln \left({\cfrac {\dot {\varepsilon _{\rm {p}}}}{\dot {\varepsilon _{\rm {p}}}}}\right)\end{aligned}}}
y {\displaystyle \theta _{0}} es el endurecimiento debido a la acumulación de dislocaciones, {\displaystyle \theta _{IV}} es la contribución debida al endurecimiento de la etapa IV, ({\displaystyle a_{0},a_{1},a_{2},a_{3},\alpha }) son constantes, {\displaystyle \sigma _{es}} es la tensión a una tasa de endurecimiento por deformación cero, {\displaystyle \sigma _{0es}} es la tensión umbral de saturación para la deformación a 0 K, {\displaystyle g_{0es}} es una constante y {\displaystyle {\dot {\varepsilon _{\rm {p}}}}} es la velocidad de deformación máxima. Tenga en cuenta que la tasa máxima de deformación suele limitarse a unos {\displaystyle 10^{7}}/s.

#### Modelo de tensión de fluencia de Preston-Tonks-Wallace
El modelo Preston-Tonks-Wallace (PTW)  intenta proporcionar un modelo para la tensión de fluencia para velocidades de deformación extremas (hasta 1011/s) y temperaturas de hasta fusión. En el modelo se utiliza una ley de endurecimiento lineal de Voce. La tensión de fluencia PTW viene dada por
{\displaystyle {\text{(6)}}\qquad \sigma _{y}(\varepsilon _{\rm {p}},{\dot {\varepsilon _{\rm {p}}}},T)={\begin{cases}2\left[\tau _{s}+\alpha \ln \left[1-\varphi \exp \left(-\beta -{\cfrac {\theta \varepsilon _{\rm {p}}}{\alpha \varphi }}\right)\right]\right]\mu (p,T)&{\text{régimen térmico}}\\2\tau _{s}\mu (p,T)&{\text{régimen de choque}}\end{cases}}}
con
{\displaystyle \alpha :={\frac {s_{0}-\tau _{y}}{d}};\quad \beta :={\frac {\tau _{s}-\tau _{y}}{\alpha }};\quad \varphi :=\exp(\beta )-1}
donde {\displaystyle \tau _{s}} es una tensión de saturación normalizada de endurecimiento por trabajo, {\displaystyle s_{0}} es el valor de {\displaystyle \tau _{s}} en 0 K, {\displaystyle \tau _{y}} es una tensión de fluencia normalizada, {\displaystyle \theta } es la constante de endurecimiento en la ley de endurecimiento de Voce, y {\displaystyle d} es un parámetro de material adimensional que modifica la ley de endurecimiento de Voce.
El esfuerzo de saturación y el límite elástico vienen dados por
{\displaystyle {\begin{aligned}\tau _{s}&=\max \left\{s_{0}-(s_{0}-s_{\infty }){\rm {{erf}\left[\kappa {\hat {T}}\ln \left({\cfrac {\gamma {\dot {\xi }}}{\dot {\varepsilon _{\rm {p}}}}}\right)\right],s_{0}\left({\cfrac {\dot {\varepsilon _{\rm {p}}}}{\gamma {\dot {\xi }}}}\right)^{s_{1}}}}\right\}\\\tau _{y}&=\max \left\{y_{0}-(y_{0}-y_{\infty }){\rm {{erf}\left[\kappa {\hat {T}}\ln \left({\cfrac {\gamma {\dot {\xi }}}{\dot {\varepsilon _{\rm {p}}}}}\right)\right],\min \left\{y_{1}\left({\cfrac {\dot {\varepsilon _{\rm {p}}}}{\gamma {\dot {\xi }}}}\right)^{y_{2}},s_{0}\left({\cfrac {\dot {\varepsilon _{\rm {p}}}}{\gamma {\dot {\xi }}}}\right)^{s_{1}}\right\}}}\right\}\end{aligned}}}
donde {\displaystyle s_{\infty }} es el valor de {\displaystyle \tau _{s}} cercano a la temperatura de fusión, ({\displaystyle y_{0},y_{\infty }}) son los valores de {\displaystyle \tau _{y}} a 0 K y cerca de fundirse, respectivamente, {\displaystyle (\kappa ,\gamma )} son constantes materiales, {\displaystyle {\hat {T}}=T/T_{m}}, ({\displaystyle s_{1},y_{1},y_{2}}) son parámetros materiales para el régimen de alta velocidad de deformación, y
{\displaystyle {\dot {\xi }}={\frac {1}{2}}\left({\cfrac {4\pi \rho }{3M}}\right)^{1/3}\left({\cfrac {\mu (p,T)}{\rho }}\right)^{1/2}}
donde {\displaystyle \rho } es la densidad, y {\displaystyle M} es la masa atómica.